# Ходжаев, Ресул Язгельдыевич
Ресул Язгельдыевич Ходжаев (туркм. Resul Ýazgeldiýewiç Hojaýew; 7 января 1997 года, Яраджи, Бахерденский этрап, Ахалский велаят, Туркменистан) — туркменский футболист, полузащитник клуба «Ахал» и сборной Туркменистана.

## Клубная карьера
Играл за детскую команду «Алтын тач». В 2014 году перешёл в «Алтын Асыр».

## Сборная
Играл за юношескую сборную Туркменистана. В январе 2015 года был впервые вызван в молодёжную сборную Туркменистана, для участия в Кубке содружества 2015.
С 2017 года стал привлекаться в национальную сборную Туркменистана. В августе 2017 года Ходжаев получил приглашение в сборную на товарищеский матч с Катаром. Дебютировал в стартовом составе, и забил единственный гол матче, который закончился поражением 2:1.
Играл в составе сборной в первом матче Кубка Азии 2019 против сборной Японии.

## Достижения
«Алтын асыр»
- 7-кратный[4] чемпион Туркменистана — 2014, 2015, 2016, 2017, 2018, 2019, 2020